# Oxytropis caputoi
Oxytropis caputoi är en ärtväxtart som beskrevs av Benito Moraldo och La Valva. Oxytropis caputoi ingår i släktet klovedlar, och familjen ärtväxter. Inga underarter finns listade i Catalogue of Life.